# Croxden
Croxden är en ort och civil parish i Storbritannien.   Den ligger i grevskapet Staffordshire och riksdelen England, i den södra delen av landet, 200 km nordväst om huvudstaden London. Croxden ligger 126 meter över havet och antalet invånare är 249.
Terrängen runt Croxden är platt åt sydväst, men åt nordost är den kuperad. Runt Croxden är det ganska tätbefolkat, med 230 invånare per kvadratkilometer. Närmaste större samhälle är Stoke-on-Trent, 19,8 km väster om Croxden. Trakten runt Croxden består i huvudsak av gräsmarker.